# San José de Chimbo
San José de Chimbo ist eine Kleinstadt und die einzige Parroquia urbana im Kanton Chimbo der ecuadorianischen Provinz Bolívar. Die Parroquia besitzt eine Fläche von 15,3 km². Beim Zensus 2010 betrug die Einwohnerzahl der Parroquia 5809. Davon lebten 4402 Einwohner im urbanen Bereich von San José de Chimbo.

## Lage
Die Parroquia San José de Chimbo liegt im Westen der Cordillera Occidental zentral in der Provinz Bolívar. Der Río Chimbo fließt entlang der östlichen Verwaltungsgrenze nach Süden und entwässert dabei das Areal. Die 2450 m hoch gelegene Stadt San José de Chimbo befindet sich 10,5 km südsüdwestlich der Provinzhauptstadt Guaranda. Die Fernstraße E491 (Guaranda–Babahoyo) führt an San José de Chimbo vorbei.
Die Parroquia San José de Chimbo grenzt im Norden und im Nordosten an die Parroquias Santa Fe und San Simón (beide im Kanton Guaranda), im Osten an die Parroquias San Lorenzo (ebenfalls im Kanton Guaranda) und Santiago (Kanton San Miguel de Bolívar), im äußersten Süden an die Parroquia San Miguel (ebenfalls im Kanton San Miguel de Bolívar), im Südwesten an die Parroquia San Sebastián sowie im Westen an die Parroquia La Asunción.

## Geschichte
Der Ort San José de Chimbo geht auf eine spanische Gründung vom 10. August 1534 zurück. Am 3. März 1860 wurde der Kanton Chimbo eingerichtet und San José de Chimbo wurde eine Parroquia urbana und Sitz der Kantonsverwaltung.